# Reinerton-Orwin-Muir
Reinerton-Orwin-Muir fue un lugar designado por el censo ubicado en el condado de Schuylkill en el estado estadounidense de Pensilvania. En el año 2000 tenía una población de 1,037 habitantes y una densidad poblacional de 288 personas por km².

## Geografía
Reinerton-Orwin-Muir se encuentra ubicado en las coordenadas 40°35′28″N 76°32′0″O / 40.59111, -76.53333.

## Demografía
Según la Oficina del Censo en 2000 los ingresos medios por hogar en la localidad eran de $39,821 y los ingresos medios por familia eran $46,364. Los hombres tenían unos ingresos medios de $31,765 frente a los $23,068 para las mujeres. La renta per cápita para la localidad era de $18,663. Alrededor del 5.4% de la población estaba por debajo del umbral de pobreza.